# Падун Марк Павлович
Марк Павлович Падун (нар. 6 липня 1996, Донецьк, Україна) — український професійний шосейний велогонщик, який виступає за команду світового туру «Bahrain–Merida Pro Cycling Team». У 2018 році взяв участь у першому в своїй кар'єрі  Гранд Турі — Вуельта Іспанії.

## Основні результати
2014
1й  Ukrainian National Time Trial Championships, Чемпіонат України в гонках з роздільним стартом серед юніорів
10й у загальній класифікації Course de la Paix Juniors
2015
1й  Чемпіонат України з шосейних кільцевих гонок
Giro della Friuli Venezia Giulia
1й  Гірська класифікація
1й 3 етап
8й у загальній класифікації Course de la Paix Under-23
9й GP Capodarco
2016
1й  Time trial, Чемпіонат України в гонках з роздільним стартом до 23 років
2й Giro del Medio Brenta
3й у загальній класифікації Giro della Valle d'Aosta
1й  Гірська класифікація
1й  Класифікація молодих гонщиків
1й 2 етап
2017
1й  у загальній класифікації Flèche du Sud
1й  Класифікація молодих гонщиків
1й Trofeo PIVA
1й GP Capodarco
5й у загальній класифікації Giro Ciclistico d'Italia
1й 3 етап
2018
1й 5 етапTour of the Alps
5й Шосейна гонка, Чемпіонат Світу UCI з шосейних гонок до 23 років
2019
1й  Time trial, Чемпіонат України в гонках з роздільним стартом
1й  у загальній класифікації Adriatica Ionica Race
1й  Класифікація молодих гонщиків
1st 3 етап
2021
Critérium du Dauphiné
1й  Гірська класифікація
1й етапи 7 та 8

### Результати генеральних класифікацій гранд-турів
| Гранд-тур       | 2018 | 2019 | 2020 | 2021 | 2022 |
| --------------- | ---- | ---- | ---- | ---- | ---- |
| Giro d'Italia   | —    | —    | 70   | —    | —    |
| Tour de France  | —    | —    | —    | —    | —    |
| Vuelta a España | DNF  | 84   | —    | 59   | 46   |